# Уорд, Софи (фотомодель)
Софи́ Клэр Уо́рд (англ. Sophie Claire Ward; род. 7 августа 1985, Перт, Западная Австралия, Австралия) — австралийская фотомодель и писательница.

## Биография
Софи Клэр Уорд родилась 7 августа 1985 года в Перте (штат Западная Австралия, Австралия) в семье английского происхождения — врача Гэри Уорда и медсестры Клэр Уорд. У Софи есть младшие сестра и братья-близнецы — Джемма (род.1987), Оскар и Генри Уорд.

## Карьера
В 2003 году Софи была обнаружена «Vivien's Modelling Agency», когда она отправилась присматривать за своей сестрой Джеммой. Уже через несколько недель Уорд победила на модельном конкурсе «City Face Competition». Она снималась для таких журналов как: «Vogue», «Harpers Bazaar», «Follow», «Mark» и других.
В 2004 году Софи была опубликована как писатель в журнале «Mark».

## Личная жизнь
С 7 января 2012 года Софи замужем за рокером Айзеком Кореном. У супругов есть сын — Джулиус Макс Корен (род.03.05.2014).